# Michel Vernus
Michel Vernus, né le 6 septembre 1934 à Bourg-en-Bresse (Ain), est historien français en histoire contemporaine et histoire moderne du monde rural des XVIIIe et XIXe siècles, historien du livre et de la lecture, écrivain, conférencier, ancien professeur des universités, artiste peintre, et athlète jurassien.
Il a publié une soixantaine d'ouvrages et près de deux cents articles de référence sur le Jura et la Franche-Comté.

## Biographie
Né le 6 septembre 1934 à Bourg-en-Bresse dans une famille de plusieurs générations d'instituteurs, Michel Vernus poursuit des études à la faculté des Lettres de Lyon. Il est titulaire du CAPES d'histoire-géographie en 1959, d'une agrégation d'histoire en 1966 et d'un doctorat de troisième cycle universitaire de l'Université Nancy-II en 1975...

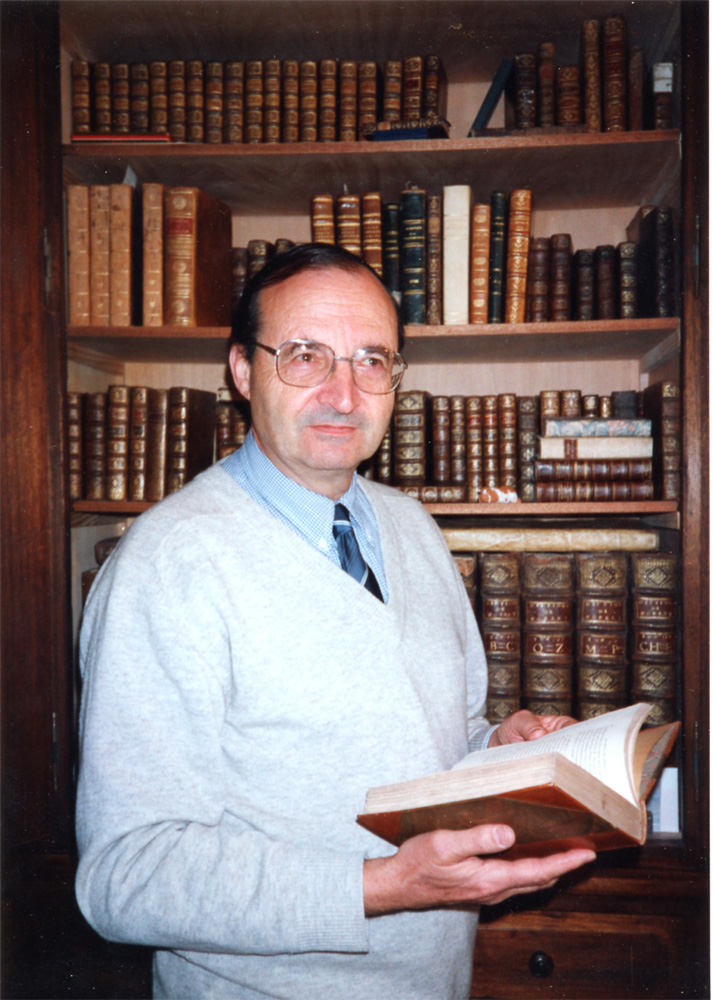
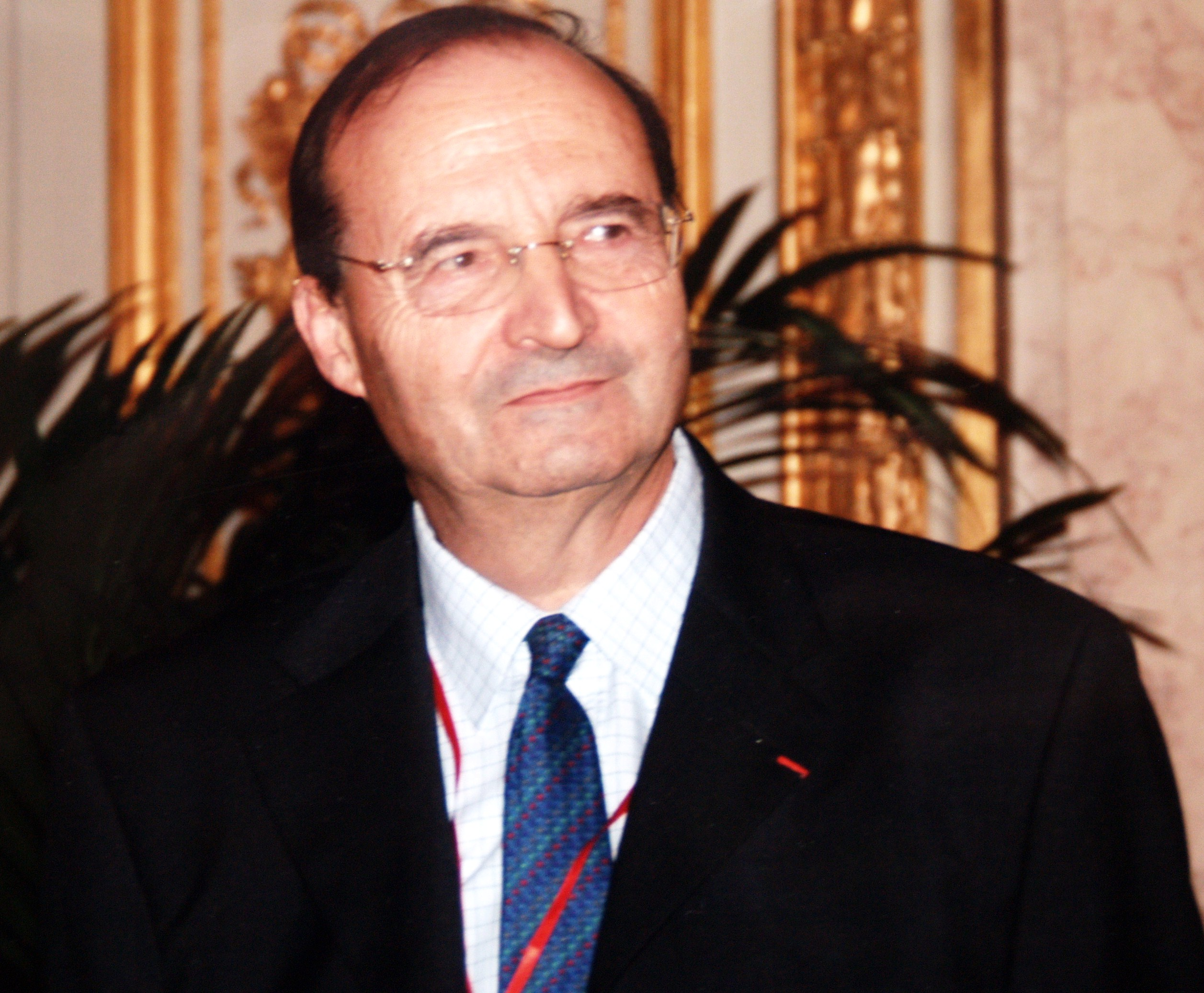
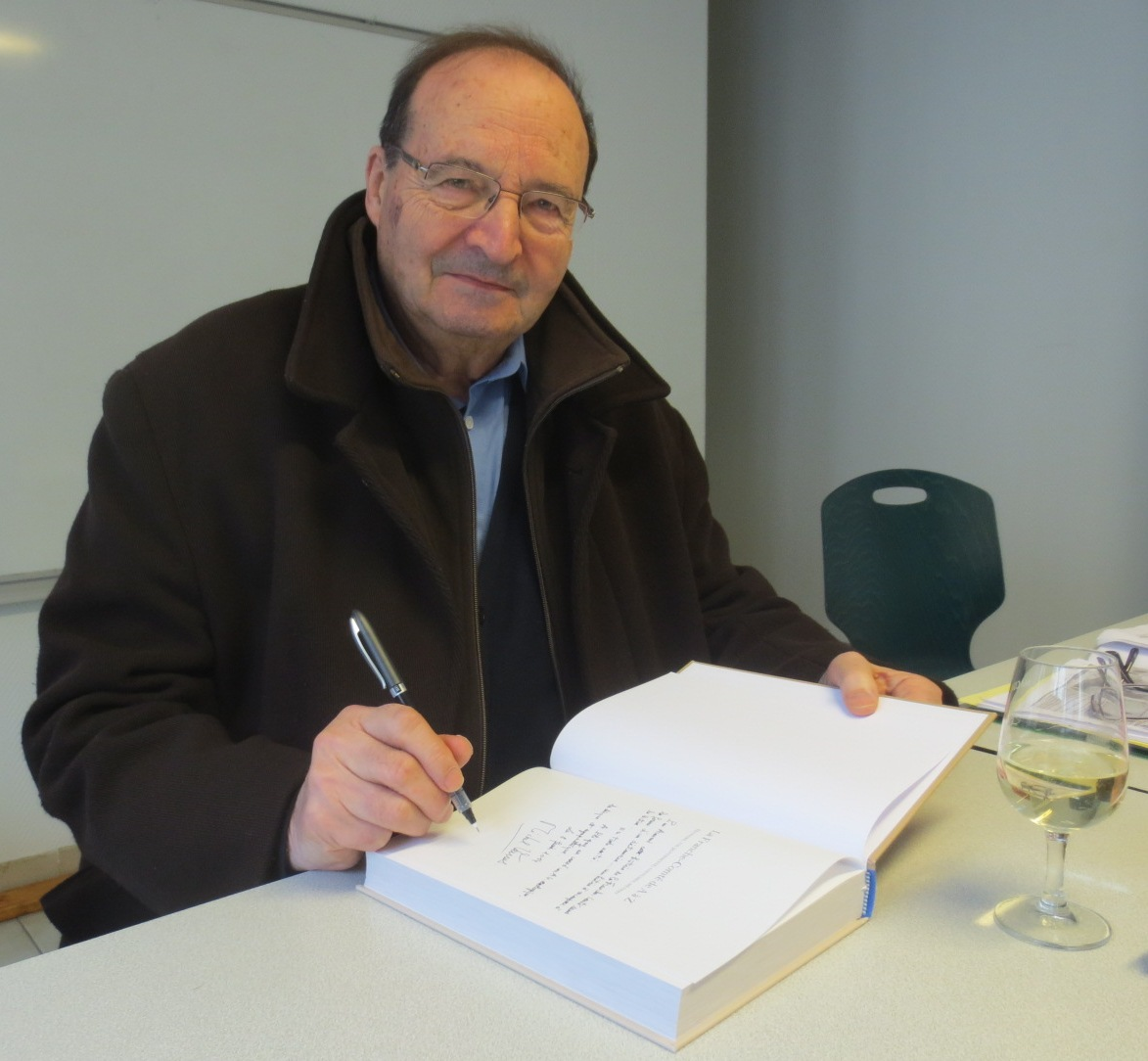
Dédicace en 2014

En 1956 Michel Vernus est champion de France de saut en longueur avec 6,90 m, aux championnats de France d'athlétisme 1956, et plusieurs fois international.
Il vit dans le Jura et enseigne au lycée Pasteur d’Arbois en 1960, puis à l'Université de Bourgogne à Dijon, à l'IUFM de Franche-Comté et à l’Université de Franche-Comté de Besançon, en tant que professeur d'histoire moderne et contemporaine jusqu'à sa retraite en 2000.

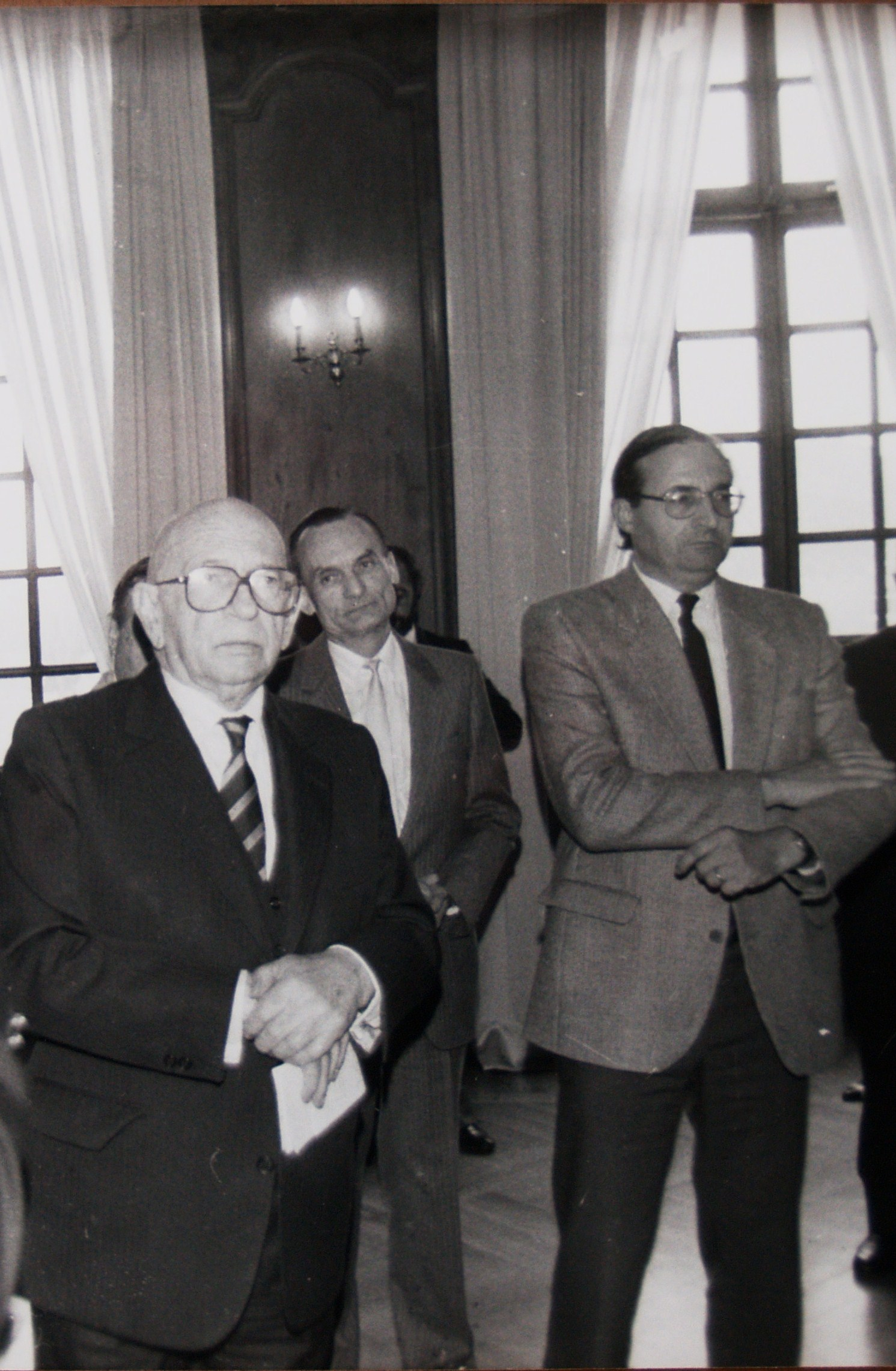
Lauréat du Prix Comtois du Livre 1986, remis par Edgar Faure
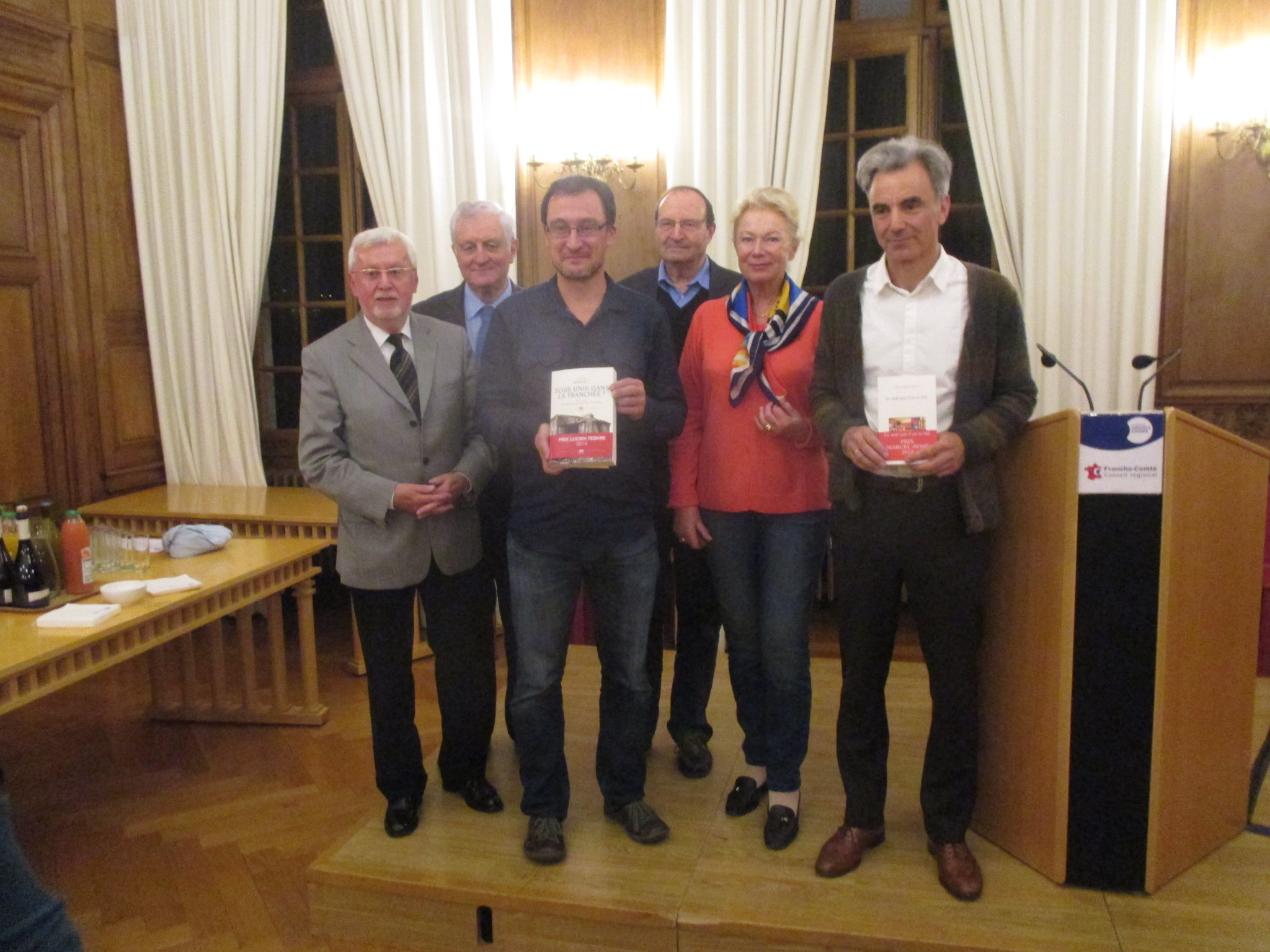
Jury 2014 des Prix Marcel-Aymé et Prix Lucien-Febvre de l'Association du Livre et des Auteurs Comtois (ALAC)
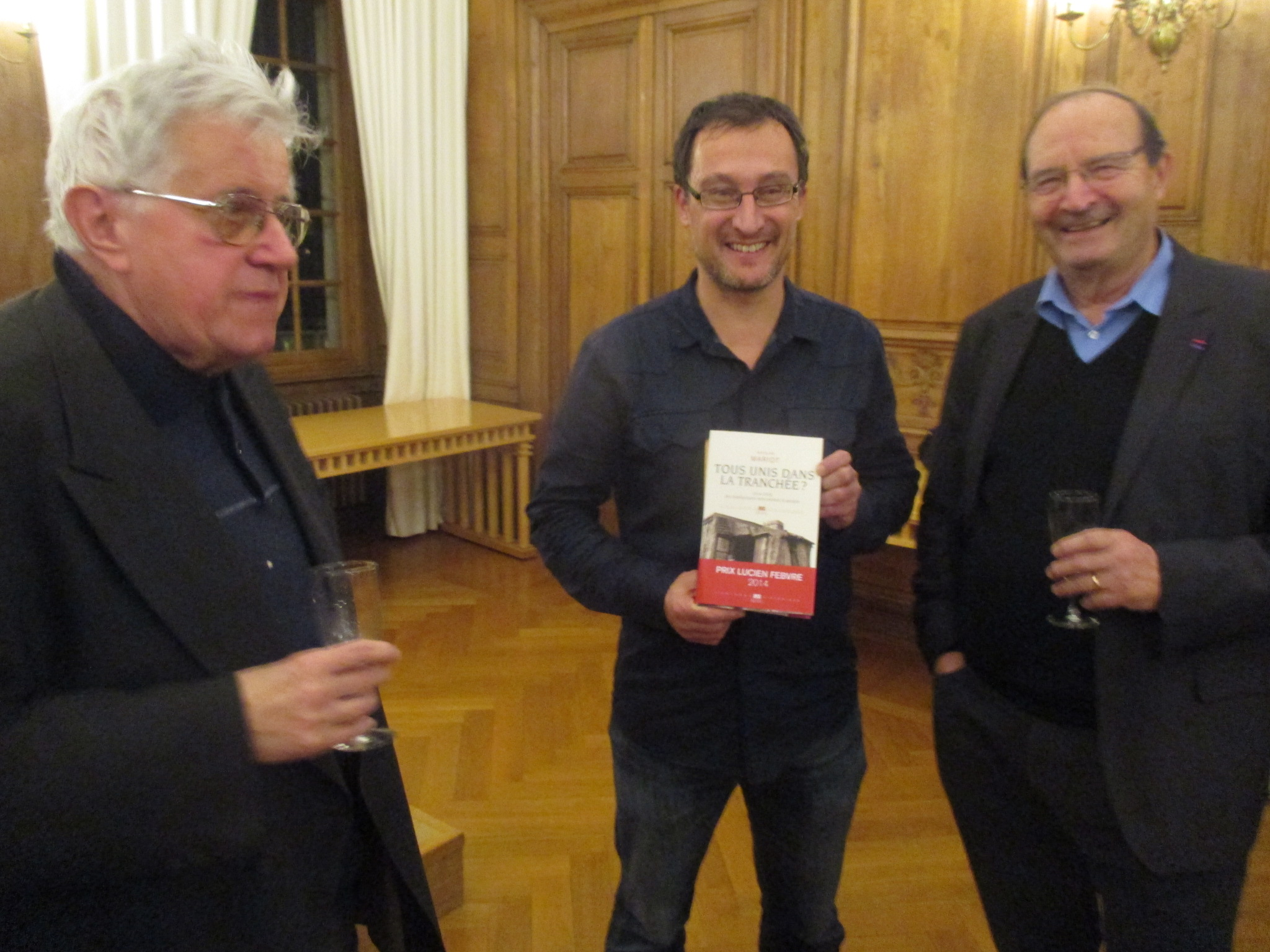
Avec Joseph Pinard, et Nicolas Mariot (lauréat du Prix Lucien-Febvre)
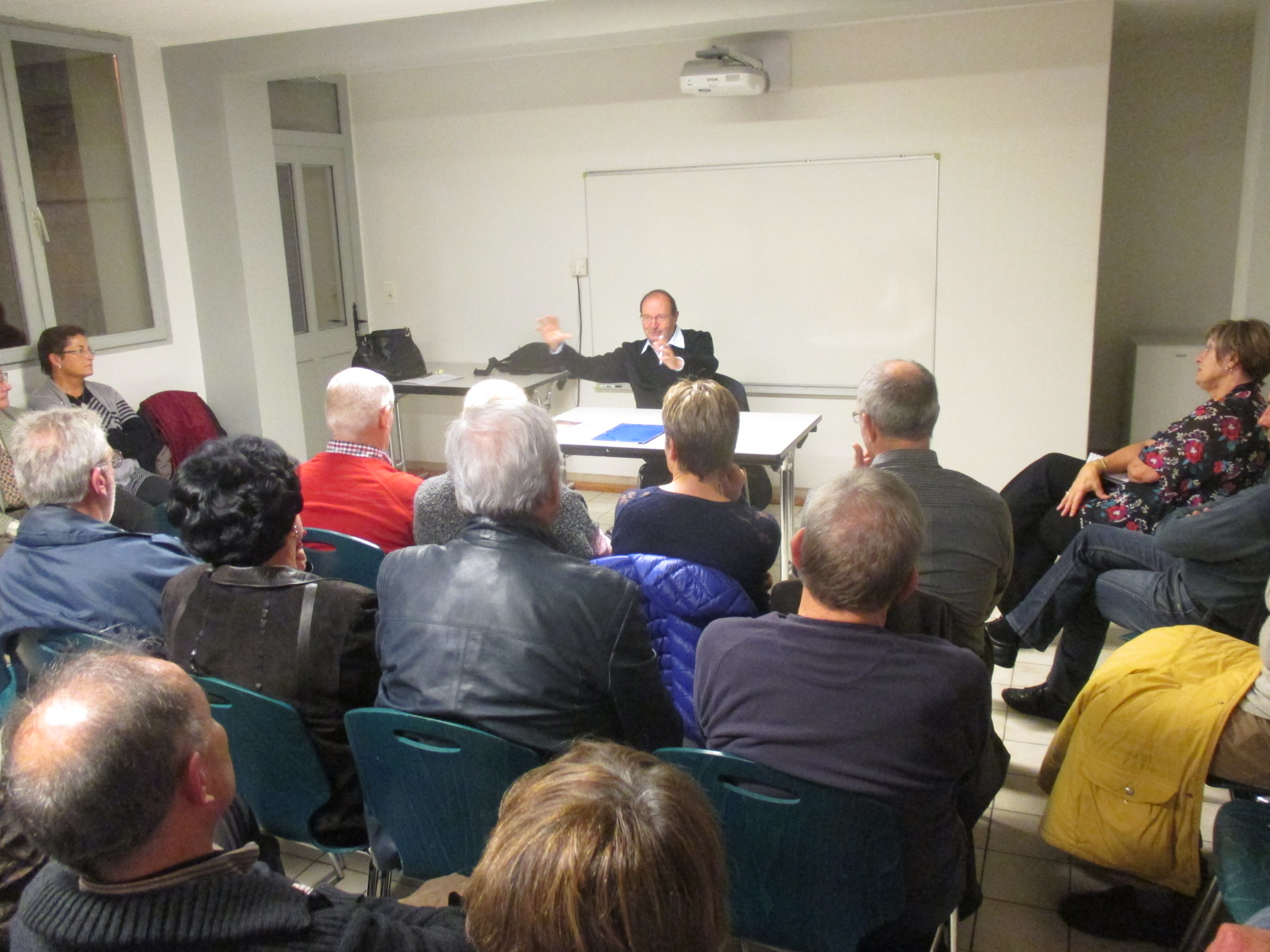
Conférencier sur le vignoble jurassien, hier et aujourd'hui, Concours mondial du savagnin 2014
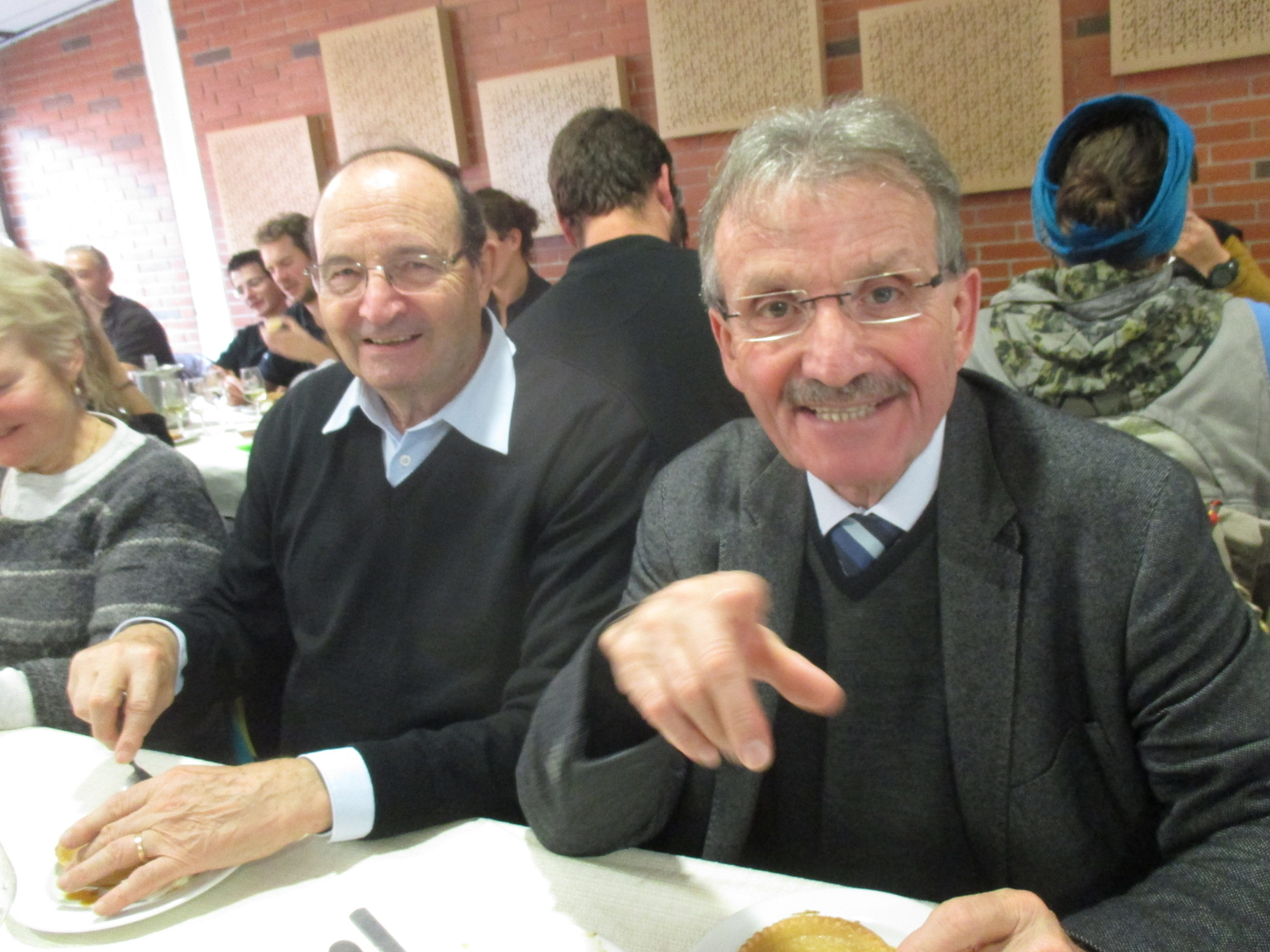
Jury du Concours mondial du savagnin avec l'écrivain Michel Clerc

Historien du livre, de la lecture et du monde rural des XVIIIe et XIXe siècles, il étudie la pénétration de la culture écrite en milieu rural. À travers les objets, la vie quotidienne, les biographies, les groupes sociaux, il s’intéresse à l’évolution des idées, aux représentations que construisent les hommes au cours de leurs trajectoires individuelles et collectives.
Il publie une soixantaine d'ouvrages et près de deux cents articles consacrés en majorité à la Franche-Comté dans diverses revues locales, nationales ou internationales.

## Monde associatif
- Vice-président de la Société d'émulation du Jura
- Président des Musées des techniques et cultures comtoises de 1999 à 2010
- Vice-président de l’Association du livre et des auteurs comtois, membre du jury du Prix Comtois du Livre.

## Peinture et dessin
Outre l'écriture, Michel Vernus peint, dessine à l'encre de Chine et expose une quarantaine de ses œuvres entre autres à Arbois en 2012 et 2013.

## Ouvrages
- 2018 : Lumières et couleurs de Franche-Comté, collection « Du Jura et des Hommes », édition mêta Jura[2]
- 2014 : Coopérative, un capitalisme jurassien, participatif et solidaire, édition du belvédère
- 2014 : Oh ! la vache, la fabuleuses histoire de la montbéliarde, édition du belvédère
- 2013 : Le Château-chalon, un vin, son terroirs et ses hommes, avec 39 autres auteurs dont Jean-Berthet-Bondet, Marie-Jeanne Roulière-Lambert, Claudine Charpentier, Michel Campy, JM Boursiquot, Olivier Berthaud, Patrick Etiévant ...
- 2013 : Le Jura d'antan à travers la carte postale ancienne, éditions HC
- 2013 : La porte de verre, nouvelles, édition L'Atelier du Grand Tétras
- 2013 : Médecine populaire en Franche-Comté - petites et grandes histoires des faiseurs de secrets et autres rebouteux , presses du belvédère
- 2013 : Le pays des fromages, La Franche-Comté, réédition
- 2012 : Foires et marchés en Franche-Comté, édition Alan Sutton
- 2012 : L'habille de soie, livre d'or du cochon, édition Cabédita
- 2011 : La Franche-Comté de A à Z, presses du Belvédère
- 2011 : La Franche-Comté en partage : vie quotidienne, coutumes, métiers, savoirs
- 2010 : Le Morbier, toute une histoire, presses du Belvédère
- 2009 : Insolite et mystérieuse Franche-Comté
- 2009 : Victor Considerant, un démocrate fouriériste
- 2008 : La Franche-Comté au fil du temps, 365 citations et proverbes
- 2008 : Vignerons, vigne et le vin en Franche-Comté, édition Cabédita
- 2008 : Ma franche-Comté, presses du Belvédère
- 2008 : Les métiers du bois en Franche-Comté, édition Alan Sutton
- 2008 : Le Jura des villages
- 2008 : Forgerons et maréchaux-ferrants en France
- 2007 : Ma Franche-Comté
- 2007 : La forêt en Franche-Comté
- 2007 : La République au village dans le Jura
- 2006 : L’œil de Léon, la vie au village
- 2006 : Hier en Franche-Comté, traditions et cuisine
- 2006 : L'incendie, histoire d'un fléau et des hommes du feu
- 2005 : La faux : de l'outil au symbole
- 2005 : Lemare, une vie comme un roman, édition Aréopage
- 2005 : Le Jura
- 2004 : Paysans comtois, La vie au village au XVIIIe siècle, édition Alan Sutton
- 2004 : La lampe de mine, histoire d'un soleil artificiel
- 2004 : La fabuleuse histoire du papier
- 2004 : La veillée, découverte d'une tradition, édition Cabédita
- 2003 : Pourquoi le messager boitait-il ?
- 2003 : Salins-les-Bains, édition Alan Sutton
- 2002 : Autour de Victor Hugo l’homme livre, essai, édition Aréopage
- 2002 : Histoire d’une pratique ordinaire la lecture en France, éditions Alan Sutton.
- 2002 : L’étoile qui montre le chemin, histoire de la Légion d’honneur dans le Jura
- 2002 : Mariages et noces d'autrefois, histoires, rites et traditions, édition Cabédita
- 2001 : On m'a dit... dans le Jura, histoires presque vraies, édition Cabédita
- 2001 : Le pays des fromages : la Franche-Comté, édition Alan Sutton
- 2000 : Une vie paysanne en Franche-Comté, le livre de raison de Jean-Claude Mercier, laboureur à Mamirolle (1740-1759), édition Folklore comtois
- 1998 : Une saveur venu des siècles, Abondance, Beaufort, Comté, Gruyère
- 1997 : Dictionnaire biographique du département du Doubs
- 1996 : Dictionnaire biographique du département du Jura
- 1996 : L’Europe au XIXe siècle, des nations aux nationalismes (1815-1914), avec l'historien Jean-Claude Caron
- 1996 : Histoire du livre et de la lecture (de l’invention de l’imprimerie à nos jours)
- 1995 : Patrimoine des Bibliothèques De France - Tome 4, Alsace, Franche-Comté
- 1995 : Lons au cœur du Jura, d’hier à aujourd’hui, édition du Centre du Patrimoine Jurassien
- 1993 : Victor Considerant, le cœur et la raison, édition Canevas
- 1989 : La pique et le bonnet, édition FRMJC et Erti, illustré par André Oudet
- 1988 : Le comté, une saveur venue des siècles édition Textel, Prix Louis-Pergaud 1989
- 1987 : Parents d’élèves en marche, 40 ans d’histoire de la F.C.P.E. (1947-1987), préface d’Antoine Prost
- 1986 : Le presbytère et la chaumière, curés et villageois dans l’ancienne France aux XVII e et XVIIIe siècles
- 1984 : La vie comtoise au temps de l’Ancien Régime, en 2 volumes, Prix Alpes-Jura 1985 et Prix Comtois du Livre 1986
- 1979 : La vie arboisienne, ville et villages au dernier siècle de l’Ancien Régime (XVIIIe siècle), publication de la Société d'émulation du Jura